# Всеукраїнський робітничий з'їзд 1917
Всеукраїнський робітничий з'їзд 1917 — з'їзд, що відбувся 24– 27(11–14) липня у Києві. Скликаний з метою організації «українського робітництва як в Україні, так і поза її межами» та обрання представників до Української Центральної Ради. Кожна робітнича організація чи група до 100 чл. обирала одного делегата, від кожних 200 та понад цю кількість — ще по одному. За різними джерелами, у з'їзді взяли участь 300—400 делегатів, головним чином ремісники, працівники дрібних підприємств та ін. До президії були обрані: В.Винниченко, С.Веселовський, Д.Антонович, М.Єреміїв та ін. Перше засідання вів голова Генерального секретаріату Української Центральної Ради В.Винниченко.
До порядку денного входили доповіді: «Сучасний момент в українському житті й українське робітництво» (В.Винниченко), «Установчі збори та українське робітництво» (товариш голови УЦР Д.Антонович), «Автономія і федерація» (чл. ЦК УСДРП М. С. Ткаченко), «З аграрного питання» (ген. секретар земельних справ Б.Мартос), «Про робітничу політику» (ген. секретар у судових справах В.Садовський). У ході з'їзду додатково включили «Доповідь з продовольчого питання» (С.Веселовський) та виступ ген. секретаря у справах освіти I.Стешенка.
В.Винниченко зосередив увагу на оцінці політичної ситуації, взаєминах України з Росією та ставленні українського робітництва до поточних подій. Д.Антонович обстоював думку, що конкретні форми автономії треба виробити на Всеукраїнських Установчих зборах і що українські робітники повинні сприяти їхньому скликанню та виробленню Конституції. М.Ткаченко обґрунтував необхідність автономного ладу в Україні з огляду на інтереси економічного та культурного розвитку української нації, наполягаючи на чіткому поділі компетенції загально-державних та автономних органів.
За рішенням з'їзду три згадані доповіді обговорювалися разом. У ході гострих дебатів з'їзд засудив угоду УЦР з Тимчасовим урядом, висловив думку про необхідність поповнення УЦР представниками робітництва. Підсумки дискусій підбив чл. ЦК УСДРП М.Порш.
Із внесених до порядку денного доповідей з'їзд прийняв резолюції: про сучасний момент, у справі війни, про автономію України і федерацію, про Установчі збори, із земельного та продовольчого питань, про робітничу політику, українізацію освіти. У резолюції про сучасний момент було заявлено про підтримку українським робітництвом УЦР та Генерального секретаріату. З'їзд закликав робітників домагатися автономії України, виборності органів влади, участі народу в управлінні тощо. Резолюція з робітн. політики вимагала негайного утворення при УЦР Ген. секретаріату праці для регулювання трудових відносин і вироблення законодавства.
На заключному засіданні 27 (14) лип. 1917 під головуванням М.Порша відбулися вибори Всеукраїнської ради робітничих депутатів у складі 100 осіб (70 представників фракції УСДРП та 30 — УПСР). На першому її засіданні 28(15) липня 1917 обрано виконком (14 — УСДРП, 6 — УПРС). До президії виконкому, чл. якого мали поповнити Малу раду, увійшли: М.Порш, В.Довженко, I.Маєвський. 18(05) серпня 1917 VI сесія УЦР затвердила своїми дійсними чл. повний склад Всеукраїнської ради робітничих депутатів. У «Декларації Всеукраїнської Ради робітничих депутатів» констатувалося, що «народ український вже творить свою автономію» й «лишатися поза цією будівлею пролетаріат України не може». в.р.з. став важливою ланкою в процесі розбудови УЦР як всеукраїнського парламенту.